# Konstantynowo (województwo kujawsko-pomorskie)
Konstantynowo – wieś w Polsce położona w województwie kujawsko-pomorskim, w powiecie aleksandrowskim, w gminie Waganiec.

## Podział administracyjny
W latach 1973–1976 gminie Raciążek. W latach 1976–1991 w gminie Nieszawa.
W latach 1975–1998 miejscowość administracyjnie należała do województwa włocławskiego. Wieś sołecka – zobacz jednostki pomocnicze gminy Waganiec w BIP.

## Demografia
W roku 2009 liczyło 122 mieszkańców. Według Narodowego Spisu Powszechnego (III 2011 r.) było ich 128. Jest trzynastą co do wielkości miejscowością gminy Waganiec.